# Alexander George McAdie
Alexander George McAdie (4 agosto 1863 – 1º novembre 1943) è stato un meteorologo statunitense.

## Biografia
Si laureò presso l’Università di Harvard nel 1885. Lavorò presso l’Ufficio Meteorologico civile di San Francisco dal 1903 al 1913 anno in cui fu nominato direttore del Blue Hill Meteorological Observatory Archiviato il 30 marzo 2018 in Internet Archive. di Milton e professore di meteorologia presso l’Harvard University fino al 1931 anno in cui divenne professore emerito presso la stessa Università a seguito del suo pensionamento.
All’inizio della sua carriera fu tra pionieri nell’uso degli aquiloni, opportunamente modificati, per lo studio delle condizioni atmosferiche ad alta quota. Nel campo della meteorologia studiò le relazioni tra l’elettricità atmosferica e le aurore, l’influenza dei fumi sul clima e i pericoli derivanti dai fulmini in quota e a terra. Quando era a San Francisco si occupò di sismologia  studiando il terremoto che nel 1906 aveva colpito la città e descrivendo altri terremoti accaduti in tempi precedenti. Nello stesso periodo contribuì a fondare la Seismological Society of America di cui fu per un certo periodo presidente. Scrisse numerosi articoli scientifici e manuali operativi nel campo della meteorologia oltre a testi divulgativi.

## Riconoscimenti
Ad Alexander George McAdie la UAI ha intitolato il cratere lunare McAdie.